# Pöllä (halvö i Norra Österbotten, lat 64,97, long 24,70)
Pöllä är en halvö i Finland.   Den ligger i landskapet Norra Österbotten, i den centrala delen av landet, 500 km norr om huvudstaden Helsingfors. Pöllä ligger på ön Karlö.